# Claes Kronberg
Claes Phillip Kronberg, nato Claes Phillip Jørgensen (Lolland, 19 aprile 1987), è un calciatore danese, difensore del KÍ Klaksvík.

## Carriera
Kronberg giocò nel Lolland-Falster Alliancen, per poi passare al Sarpsborg 08 in data 25 luglio 2011. Debuttò nella Tippeligaen il 7 agosto, quando sostituì Tom Erik Breive nella sconfitta per 3-1 sul campo del Lillestrøm. Il 23 luglio 2013, a seguito del suo matrimonio con Simone Kronberg, scelse di adottare il suo cognome, piuttosto che Jørgensen. Il 19 novembre 2013, rinnovò il contratto che lo legava al Sarpsborg 08 per altre due stagioni.